# 1896년 하계 올림픽 칠레 선수단
칠레는 1896년 4월 6일부터 15일까지 그리스 아테네에서 열린 제1회 하계 올림픽에 참가했다 칠레 올림픽 위원회는 육상 100m, 400m, 800m에 출전했던 루이스 쉬베르카조가 칠레 선수라고 주장했다. 말론, 더 바엘, 혹은 다른 공식적인 기록사항에서는 쉬베르카조에 대한 그 이상의 상세한 자료는 없다. 물론 그가 육상 경기에 출전했다는 증거도 나와있지 않다.

## 육상
트랙 경기
| 선수              | 세부 종목 | 예선 | 예선 | 결선 | 결선 |
| 선수              | 세부 종목 | 기록 | 순위 | 기록 | 순위 |
| 루이스 쉬베르카조 | 100m      | 불명 | 불명 | 불명 | 불명 |
| 루이스 쉬베르카조 | 400m      | 불명 | 불명 | 불명 | 불명 |
| 루이스 쉬베르카조 | 800m      | 불명 | 불명 | 불명 | 불명 |

## 참고 문헌
- Lampros, S.P.; Polites, N.G.; De Coubertin, Pierre; Philemon, P.J.; & Anninos, C. (1897). 《The Olympic Games: BC 776 – AD 1896》 (PDF). Athens: Charles Beck. 2013년 1월 16일에 원본 문서 (PDF)에서 보존된 문서. 2010년 4월 12일에 확인함.
- Mallon, Bill; & Widlund, Ture (1998). 《The 1896 Olympic Games. Results for All Competitors in All Events, with Commentary》 (PDF). Jefferson: McFarland. ISBN 0-7864-0379-9. 2011년 5월 14일에 원본 문서 (PDF)에서 보존된 문서. 2010년 4월 12일에 확인함.
- Smith, Michael Llewellyn (2004). 《Olympics in Athens 1896. The Invention of the Modern Olympic Games》. London: Profile Books. ISBN 1-86197-342-X.
- Comité Olímpico de Chile. “La Presencia de Chile en los Juegos Olimpicos” (스페인어). 2006년 12월 20일에 원본 문서에서 보존된 문서. 2006년 12월 28일에 확인함.